# Enargia glaisi
Enargia glaisi är en fjärilsart som beskrevs av Lucas 1937. Enargia glaisi ingår i släktet Enargia och familjen nattflyn. Inga underarter finns listade i Catalogue of Life.